# Solţāngeh
Solţāngeh (persiska: سلطان گه, سلطانگه) är en ort i Iran.   Den ligger i provinsen Östazarbaijan, i den nordvästra delen av landet, 500 km nordväst om huvudstaden Teheran. Solţāngeh ligger 1 785 meter över havet och antalet invånare är 407.
Terrängen runt Solţāngeh är kuperad västerut, men österut är den platt. Runt Solţāngeh är det ganska glesbefolkat, med 22 invånare per kvadratkilometer. Närmaste större samhälle är Hashtrūd, 18,9 km sydost om Solţāngeh. Trakten runt Solţāngeh består i huvudsak av gräsmarker.